# Колгейт, Уильям
Уи́льям Ко́лгейт (англ. William Colgate; 25 января 1783, Холлингборн, Кент, Великобритания — 25 марта 1857, Нью-Йорк, США) — американский бизнесмен, основатель компании Colgate.

## Биография
Родился в Холлингборне, графство Кент, Великобритания. Второй сын в семье. Отец — Роберт Колгейт (1758—1826), фермер и политик; мать — Сара Боулз (ум. 1840). Из-за политических взглядов отца Уильяма семья переехала в Соединённые Штаты Америки (город Балтимор).
В 1806 году на Датч-стрит на Манхэттене Уильям Колгейт основал компанию William Colgate & Company (сейчас — Colgate-Palmolive Company).
Скончался в 1857 году в Нью-Йорке.